# 하수도

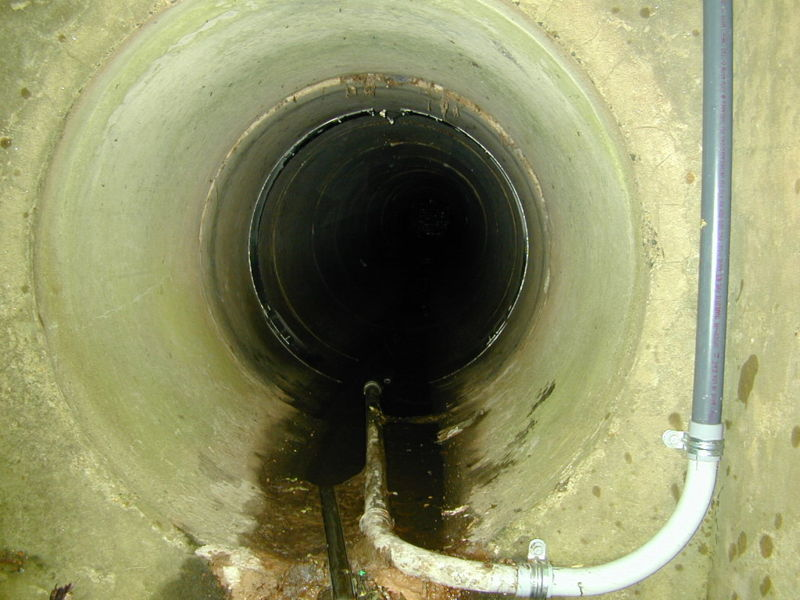
하수도의 배관

하수도(下水道)는 사용한 물을 흘러가도록 만든 설비이다. 지하 방류 체계의 유형으로, 가정이나 산업 시설에서 발생한 폐수를 폐수처리장까지 이동시키는 역할을 한다.
선진국에서 하수도는 보통 고층 건물들과 폐수처리장 시설로 폐수를 이동시키는 주요 지하 폐수 저장 시설을 연결하는 배관으로 되어 있다. 맨홀이라는 수직 배관은 지상과 주요 시설을 연결하며, 하수관 내의 점검이나 유지 및 하수도에서 생성되는 가스를 환기시키는 수단으로 활용기도 하고, 배관의 각도를 수직과 수평으로 반듯하게 하는 것을 가능하게 한다. 하수도는 일반적으로 중력의 원리를 이용하며, 필요한 경우 펌프가 사용된다. 빗물받이의 처리용량이 작으면 빗물을 많이 배출하지 못하고 당배꽁초, 가로수잎 등 이물질도 웬만하면 빠져나가지 못한다.
하수도 계획은 20년을 원칙으로 계획한다. 그러나 상황에 따라서 계획이 다를수있다.

## 역사
최초의 적절한 하수 시스템을 탄생시킨 것은 아마도 인간 배설물의 건강 위험에 대한 이해보다는 악취를 제거해야 할 필요성이었을 것이다. 대부분의 정착지는 화장실에서 나온 폐기물이 쉽게 흘러가는 자연 수로 옆에서 성장했지만, 주요 도시의 출현으로 이러한 접근 방식이 부적절하다는 것이 드러났다. 바빌로니아인과 같은 초기 문명은 집 바닥 아래에 오물 구덩이를 파고 빗물을 제거하기 위한 조잡한 배수 시스템을 만들었다. 그러나 인더스 계곡 문명에서는 기원전 2000년이 되어서야 집에서 나오는 쓰레기를 운반하기 위해 정밀하게 만들어진 벽돌로 늘어선 하수 배수관 네트워크가 거리를 따라 건설되었다. 길가에 있는 집의 화장실은 이 길가 하수구와 직접 연결되어 있으며 깨끗한 물로 수동으로 씻어냈다. 몇 세기 후, 로마와 콘스탄티노플과 같은 주요 도시에서는 점점 더 복잡해지는 네트워크형 하수 시스템을 구축했으며 그 중 일부는 여전히 사용되고 있다. 사람들이 건강 위험의 감소를 깨달은 것은 하수 시스템 건설 이후였다.

## 하수 배제 방식
일부 지역에서는 가정이나 산업 시설에서 발생한 폐수를 이동시키는 하수 체계와 별개로 빗물의 유거수나 길거리에 흐르는 다른 물을 이동시키는 빗물 배수관을 운용하며 이를 분류식 하수도라 하고, 이와 달리 폐수와 빗물을 함께 이동시키는 하수도를 합류식 하수도(合流式 下水道)라고 한다.

### 분류식 하수도
분류식 하수도는 오수를 수거하는 관로와 우수를 수거하는 관로가 따로 되어있는 하수도를 말한다. 분류식 하수도의 장단점은 다음과 같이 요약할 수 있다.
장점
1. 관거 내 오물 퇴적이 적다.
2. 관로 청소가 용이하다.
3. 맑은 날씨에 유속이 합류식보다 빠르다.
4. 오수만을 처리하여 처리 비용이 적다.
5. 모든 오수를 처리장으로 수송할 수 있다.
6. 기존 우수 배제 시설이 정비된 지역에서 유리하다.
7. 방류 장소 선정이 자유롭다.
8. 정화조나 오수처리시설을 별도로 두지 않게되어 매년 1회이상 청소해야 하는 번거로움이 없다.

단점
1. 관을 따로따로 매설해야 하므로 비용이 들고 시공이 곤란하다.
2. 강우 초기의 오염된 우수 및 노면 오염물질이 처리되지 못하고 공공 수역으로 방류된다.
3. 오수 관거에서 수세 효과가 없고, 관로 구경이 작아 폐쇄 우려가 있다.
4. 세차장이나 공장 등 대형건물에서는 규정상 정화조나 오수처리시설을 여전히 둬야 한다.

### 합류식 하수도
오수관과 우수관이 같은 관인 경우 합류식 하수도라고 한다. 장단점을 요약하면 다음과 같다.
장점

우측 그림에서처럼, 우천 시 합류식 하수도에서는 하수의 월류가 일어나 용량을 초과한 하수가 하천으로 유입된다.

1. 관을 하나만 묻으면 되므로 비용이 저렴하고 시공이 용이하다.
2. 강우 시 수세 효과가 있다.
3. 강우 시 우수 처리에 유리하다.
4. 침수 다발 지역, 우수 배제 시설이 정비되어 있지 않은 지역에서 유리하다.
5. 관로 구경이 커서 폐쇄의 우려가 적다. 검사, 보수가 용이하나 청소가 오래 걸린다.
6. 사설 하수도에 연결하기 쉽다.[8]

단점
1. 유속, 유량, 수질의 변동폭이 크다.
2. 맑은 날씨에 수위가 낮고 유속이 낮아 고형물이 퇴적되기 쉽다.
3. 우천 시 다량의 토사가 유입된다.
4. 우천 시 계획 하수량 이상이 되면 하수의 월류 현상이 일어난다.
5. 정화조나 오수처리시설을 둬야 하며 매년 1회이상 청소해야 한다.

## 하수관의 설계
하수관거는 원칙적으로 pc 암거(暗渠, culvert)로 한다.
- 오수관의 설계 : 계획 시간 최대 오수량을 기준으로 한다.
- 우수관의 설계 : 계획 우수량을 기준으로 한다.
- 합류식 관거의 설계 : [계획 시간 최대 오수량 + 계획 우수량]을 기준으로 한다.
- 차집 관거 : 우천 시 계획오수량(계획 시간 최대 오수량의 3배)을 기준으로 한다.

### 계획 오수량
오수량에는 생활 오수, 공장 폐수, 지하수량이 있다. 지하수량은 1일 1인 최대 오수량의 10~20%이다.

#### 1일 평균 오수량
{\displaystyle {\text{1일  최 대  오 수 량 }}\times {\begin{cases}0.70&({\text{중 소  도 시 }})\\0.80&({\text{대 도 시 , 공 업  도 시 }})\end{cases}}}

#### 1일 최대 오수량
계획 1일 최대오수량은 하수처리장 설계 규모의 기준이 되는 값이다.
(1인 1일 최대 오수량 × 계획 인구) + 공장 폐수량 + 지하수량 + 기타 배수량

#### 시간 최대 오수량
{\displaystyle {\frac {\text{1일  최 대  오 수 량 }}{24}}\times {\begin{cases}1.3&({\text{대 도 시 , 공 업  도 시 }})\\1.5&({\text{중 소  도 시 }})\\1.8&({\text{주 택 가 , 아 파 트 }})\end{cases}}}

### 하수관 유속
하수관은 하류로 갈수록 유속은 빠르게, 경사는 완만하게 한다. 유속을 빨리 하는 이유는 관 내 고형물이 퇴적되는 것을 방지하기 위함이다. 하수관은 유형에 따라 다음과 같이 유속을 정한다.
- 우수관, 합류식 관거 : 0.8~3.0m/s
- 오수관, 차집 관거 : 0.6~3.0m/s
- 두 경우 모두에 해당하는 이상적인 유속 : 1.0~1.8m/s

### 하수관 최소 직경
- 우수관, 합류식 관거 : 250mm
- 오수관 : 200mm[15]

## 하수관의 접합
하수관끼리 접합되는 경우 관과 관 사이의 각은 최대 60°이하이어야 한다. 하수관의 접합 방식은 수위 접합(수면 접합), 관정 접합, 관저 접합이 있다. 수위 접합은 관내의 수위를 일치시키는 방법으로, 수리학적으로 가장 유리한 방법이다. 수위접합의 단점은 수리계산이 복잡하다는 것이다. 관정 접합은 관의 상부를 일치시키는 방식으로, 굴착 깊이가 커져서 공사비가 많이 드는 단점이 있다. 관저 접합은 수리학적으로 가장 불리하나, 굴착 깊이가 적어져 공사비 면에서 유리하다.

## 관정 부식
관정(管頂) 부식(Crown Corrosion)이란 하수관 내에 황 화합물이 환원되면서 황화 수소(H2S)를 형성하게 되고, 이것이 공기중으로 올라가 호기성 미생물에 의해 SO2, SO3로 산화된 후, 관정부의 물방울에 녹아 황산(H2SO4)를 형성하면서 콘크리트 관을 부식시키는 현상을 말한다. 관정 부식의 대책으로는 하수관 유속을 빠르게 하는 것과 하수관 내에 PVC 등으로 피복을 입히는 방법이 있다.

## 같이 보기
- 수도 (시설)
- 상수도
- 중수도
- 하수종말처리장

## 참고 문헌
- 노재식; 한웅규; 정용욱 (2016). 《토목기사 대비 상하수도 공학》. 한솔아카데미. ISBN 979-11-5656-234-4.